# Dalších deset minut
Dalších deset minut (Ten Minutes Older) je dvoudílný povídkový filmový projekt producenta Nicolase McClintoca z roku 2002. Jednotlivé díly se jmenují Trubka (The Trumpet) a Cello (The Cello). Film byl poprvé uveden na Filmovém festivalu v Cannes.

## Dalších deset minut: Trubka (Ten Minutes Older: The Trumpet)
- Dogs Have No Hell, režie: Aki Kaurismäki
- Lifeline, režie: Víctor Erice
- Ten Thousand Years Older, režie: Werner Herzog
- Int. Trailer. Night., scénář, režie: Jim Jarmusch, kamera: Frederic Elmes, střih: Jay Rabinowitz, hudba: Johann Sebastian Bach: Goldbergovy variace, árie a variace č. 5, produkce: Cecilia Kate Roque, hrají: Chloë Sevigny - herečka, Matt Malloy - asistent zvukaře, Susan Blackwell - první asistentka režiséra, Liana Pai - maskérka, Mike Hyde - člen štábu, Jamie Hector - Donnie [1][2]
- Twelve Miles to Trona, režie: Wim Wenders
- We Wuz Robbed, režie: Spike Lee
- 100 Flowers Hidden Deep, režie: Čchen Kchaj-ke (Chen Kaige)

## Dalších deset minut: Cello (Ten Minutes Older: The Cello)
- Histoire d'eaux, režie: Bernardo Bertolucci
- About Time 2, režie: Mike Figgis
- One Moment, režie: Jiří Menzel
- Ten Minutes After, režie: István Szabó
- Vers Nancy, režie: Claire Denis
- The Enlightenment, režie: Volker Schlöndorff
- Addicted to the Stars, režie: Michael Radford
- Dans le noir du temps, režie: Jean-Luc Godard